# Raionul Ismail
Raionul Ismail este un raion al regiunii Odesa din Ucraina, format în 2020. Reședință este orașul Ismail. Se învecinează cu România pe Dunăre, se învecinează cu Republica Moldova la nord și nord-vest, iar la nord și nord-est cu raioanele Bolgrad și Cetatea Albă din regiunea Odesa. Raionul Izmail, în limitele sale la acea vreme, avea 54.692 de locuitori în 2001, inclusiv 26,34% vorbitori de ucraineană, 26,21% vorbitori de limbă română, 21,56% vorbitori de limbă rusă, 24,88% vorbitori de bulgară și 0,26% vorbitori de găgăuză. La recensământul ucrainean din 2001 , raionul, în limitele sale la acea vreme, avea o populație multietnică de 54.692, inclusiv 15.798 etnici ucraineni (28,89%), 15.083 moldoveni autoidentificați (27,58%), 14.072 bulgari (25%). , 8.870 de etnici ruși (16,22%), 230 găgăuzi (0,42%) și 34 de români autoidentificați (0,06%).
Înainte teritoriul raionului făcea parte din raioanele Ismail (1940-2020), Chilia și Reni.

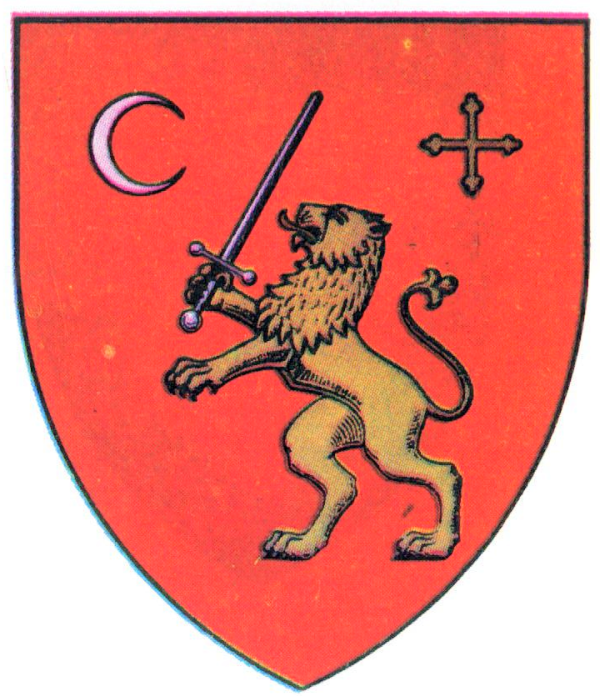
Stema județului Ismail

Înainte de 1940 zona făcea parte din județul Ismail din România.

## Geografie

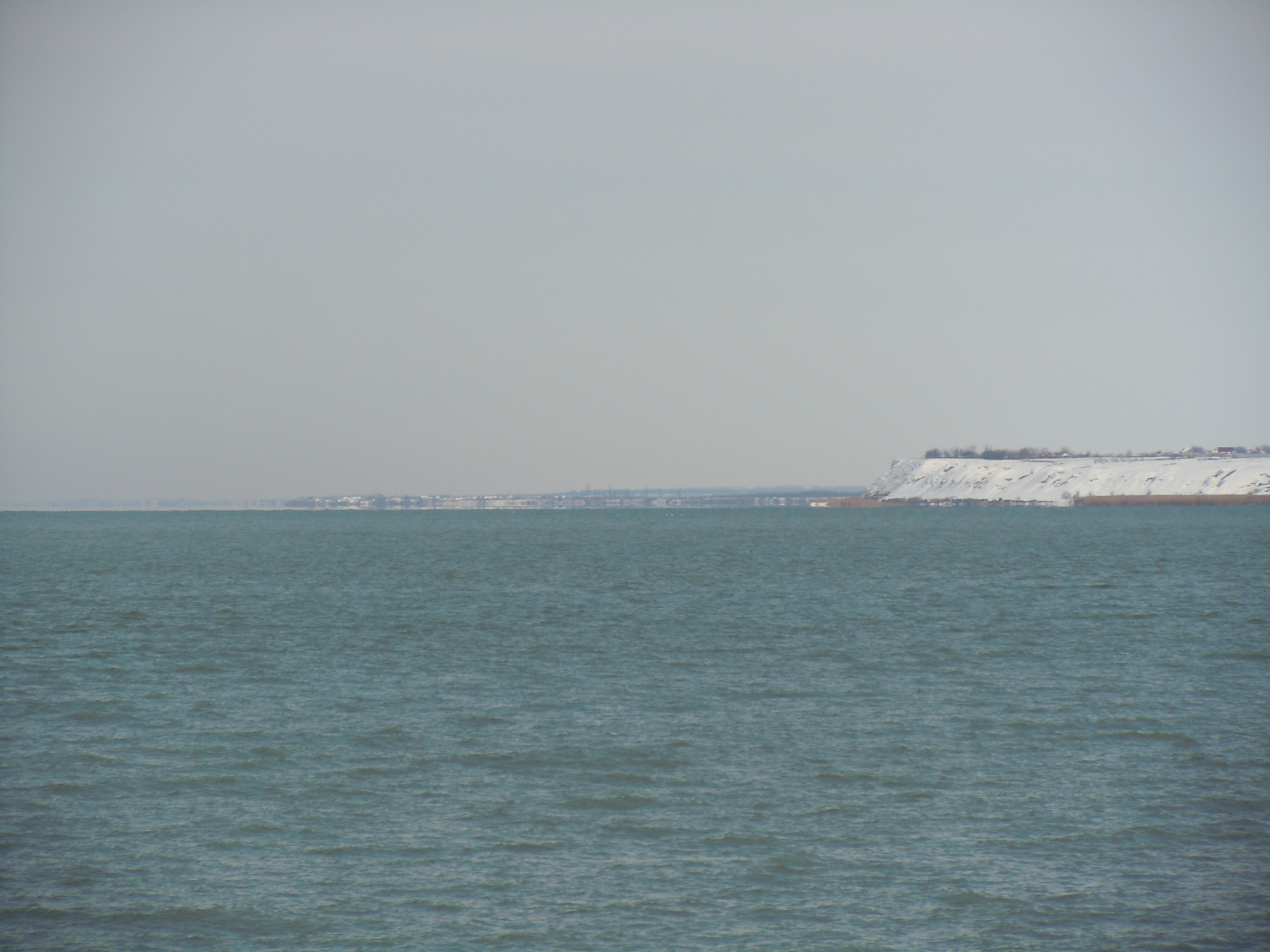
Ialpugul este cel mai mare lac din Ucraina

În raion a fost creată rezervația peisagistică de semnificație locală Lung.
Datorită mediului natural divers, florei și faunei bogate, numeroaselor lacuri naturale: Ialpug, Cugurlui, Catlabuga, Chitai, Sofian, Rezervației Biosferei Dunării, Insulelor Ismail, Dallerul Mare și Mic raionul Ismail este un loc unic.

## Raionul Izmail, în limitele sale , avea 54.692 de locuitori în 2001, inclusiv 26,34% vorbitori de ucraineană, 26,21% vorbitori de limbă română, 21,56% vorbitori de limbă rusă, 24,88% vorbitori de bulgară și 0,26% vorbitori de găgăuză. administrativă
Raionul este împărțit în 6 comune (hromade) teritoriale.
Comune (hromade) urbane:
- Vâlcov
- Ismail
- Chilia
- Reni

Comune (hromade) urban-rurale:
- Șichirlichitai (Suvorove)

Comune (hromade) rurale:
- Sofian-Trubaiovca

## Transport

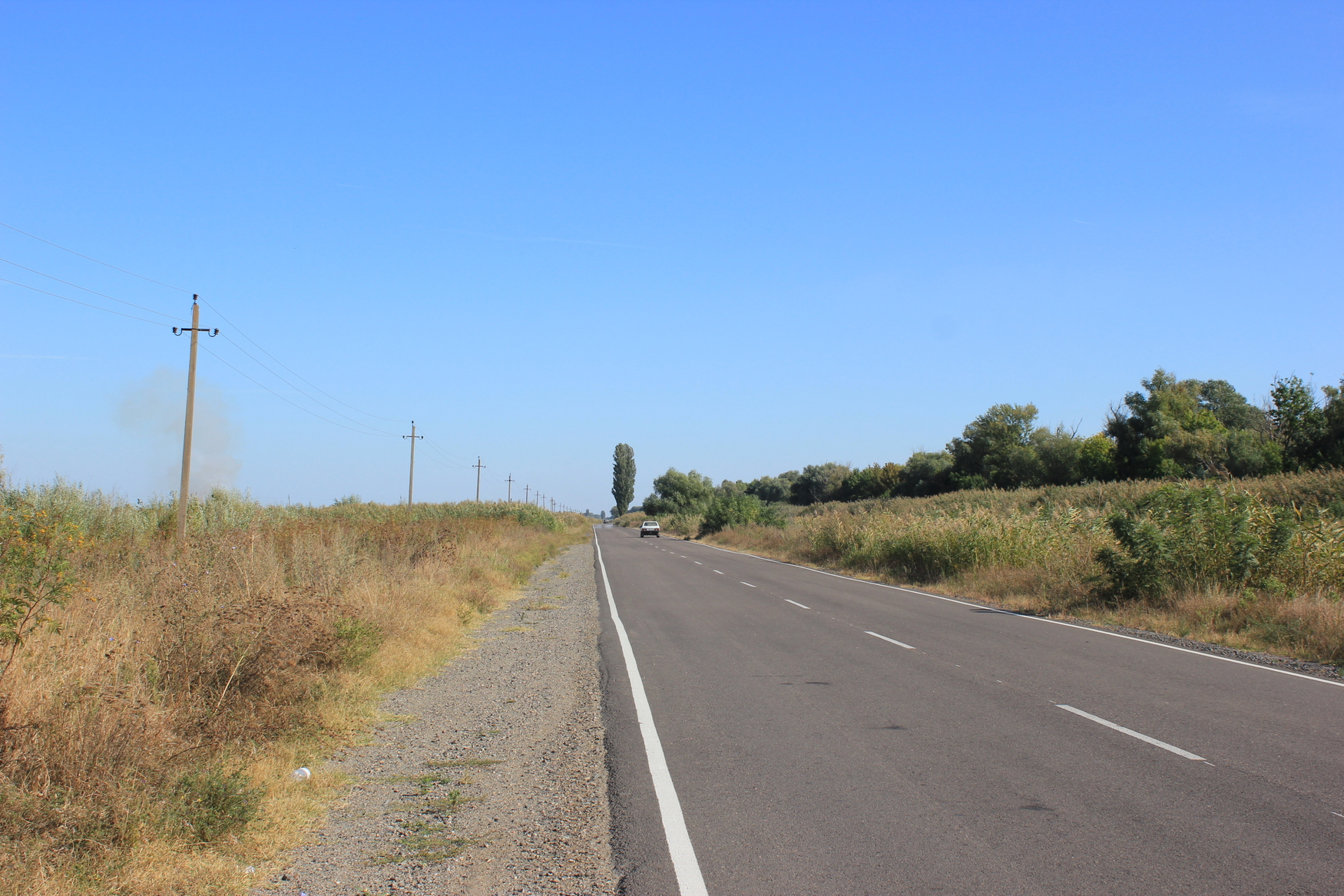
Drumul dintre Ismail și Reni.

Raionul este traversat de șoseaua E87.